# Compagnie du chemin de fer d’intérêt local d’Amplepuis à Saint-Vincent-de-Reins
| Die Lokomotive Maríe-Louise in Amplepuis Saint-Vincent-de-Reins |                      |                                                            |                                                            |
| Ehemaliger Streckenverlauf auf einer Karte von 2022 |                      |                                                            |                                                            |
| Streckenlänge: | 16 km                |                                                            |                                                            |
| Spurweite: | 1435 mm (Normalspur) |                                                            |                                                            |
| |                      |                                                            |                                                            |
| \| \| \| Bahnstrecke Le Coteau–Saint-Germain-au-Mont-d’Or von Lyon \| \| \| \| 0,0 448,8 \| Amplepuis \| 429 m \| \| \| ~0,4 \| Bahnstrecke Le Coteau–Saint-Germain-au-Mont-d’Or n. Roanne \| Bahnstrecke Le Coteau–Saint-Germain-au-Mont-d’Or n. Roanne \| \| \| ~1,4 \| Rhins \| Rhins \| \| \| ~5,3 \| Rhins \| Rhins \| \| \| ~5,5 \| Le Bancillon \| Le Bancillon \| \| \| ~8,6 \| Cublize \| Cublize \| \| \| ~9,2 \| D 504 (ehem. N 504) \| D 504 (ehem. N 504) \| \| \| ~13,0 \| Meaux/Magny \| Meaux/Magny \| \| \| 16,0 \| Saint-Vincent-de-Reins \| Saint-Vincent-de-Reins \| |                      |                                                            |                                                            |
| |                      | Bahnstrecke Le Coteau–Saint-Germain-au-Mont-d’Or von Lyon  |                                                            |
| Bahnhof | 0,0 448,8            | Amplepuis                                                  | 429 m                                                      |
| Abzweig ehemals geradeaus und nach links | ~0,4                 | Bahnstrecke Le Coteau–Saint-Germain-au-Mont-d’Or n. Roanne | Bahnstrecke Le Coteau–Saint-Germain-au-Mont-d’Or n. Roanne |
| Brücke über Wasserlauf (Strecke außer Betrieb) | ~1,4                 | Rhins                                                      | Rhins                                                      |
| Brücke über Wasserlauf (Strecke außer Betrieb) | ~5,3                 | Rhins                                                      | Rhins                                                      |
| Bahnhof (Strecke außer Betrieb) | ~5,5                 | Le Bancillon                                               | Le Bancillon                                               |
| Bahnhof (Strecke außer Betrieb) | ~8,6                 | Cublize                                                    | Cublize                                                    |
| Bahnübergang (Strecke außer Betrieb) | ~9,2                 | D 504 (ehem. N 504)                                        | D 504 (ehem. N 504)                                        |
| Bahnhof (Strecke außer Betrieb) | ~13,0                | Meaux/Magny                                                | Meaux/Magny                                                |
| Kopfbahnhof Streckenende (Strecke außer Betrieb) | 16,0                 | Saint-Vincent-de-Reins                                     | Saint-Vincent-de-Reins                                     |

Die Compagnie du chemin de fer d’intérêt local d’Amplepuis à Saint-Vincent-de-Reins (ASV) betrieb vom 1. November 1907 bis Ende 1928 eine 16 Kilometer lange Normalspurbahn im Département Rhône in der französischen Region Auvergne-Rhône-Alpes.

## Geschichte
Ab 1929 wurde die Strecke von der Chemin de fer du Rhône (CFR) betrieben, bis sie 1935 stillgelegt wurde. Nach der Stilllegung wurde die Strecke abgebaut und Lokomotiven, Waggons und Schienen für den Aufbau des Eisenbahnnetzes in Äthiopien verkauft und exportiert.
Der Güterverkehr bestand vor allem aus Holz und Kohle, die unter anderem in den zunehmend mit Dampfmaschinen angetriebenen Webereien und Spinnereien gebraucht wurden:
- Usines Gouttenoire et Cie (heute Deveaux SA), Mechanische Baumwoll-Weberei, im Weiler Gouttenoire bei Saint-Vincent-de-Reins[4][5][6]
- Usine Rollin, Mechanische Weberei, St-Vincent-de-Reins[6]
- Usine Suchel, im Weiler La Tuliere[6][7]
- Usine Deveaux (Filature Hydraulique de P. Lacroix, L. Lacroix & Berger Successeurs), Saint-Vincent-de-Reins[8]
- Usine textile au Lacheron[9]

## Streckenverlauf
Ihre 16 km lange Lokalbahnstrecke mit einer Spurweite von 1435 mm führte von Amplepuis an der Bahnstrecke Le Coteau–Saint-Germain-au-Mont-d’Or (Roanne–Lyon) über Le Bancillon, Cublize und Meaux/Magny nach Saint-Vincent-de-Reins. Eine Verlängerung durch einen Tunnel bis nach Belleroche war 1914 bereits vorbereitet und abgesteckt. Der Erste Weltkrieg verhinderte aber die für die Streckenverlängerung erforderlichen Baumaßnahmen.

## Bahnhöfe und Lokomotiven
| Bahnhof                | Foto | Anmerkung                     |
| ---------------------- | ---- | ----------------------------- |
| Amplepuis              |      | Übergang nach Lyon und Roanne |
| Le Bancillon           |      |                               |
| Cublize                |      |                               |
| Meaux/Magny            |      |                               |
| Saint-Vincent-de-Reins |      |                               |
| Lokomotive             | Foto | Anmerkung                     |
|                        |      |                               |
| L’Esperance            |      |                               |